# Abadía de Santa Maria della Ferraria
La Abadía de Santa María de la Ferraria es un monasterio situado en la localidad de Vairano Patenora (Provincia de Caserta, Italia).

## Historia
Fue fundado en 1179 de la abadía madre de Fossanova en Lacio, de la línea de la Abadía de Claraval.
La iglesia fue consagrada el 24 de octubre de 1179 y la abadía fue habitada por los cistercienses hasta la nacionalización por José I Bonaparte en 1807.
Como abadías hijas tenía Santa María dell'Arco, Santo Spirito della Valle, Santa María Incoronata y Santi Vito e Salvo.